# Pieve di San Giovanni Evangelista (San Giovanni alla Vena)
La pieve di San Giovanni Evangelista si trova a San Giovanni alla Vena nel comune di Vicopisano.

## Storia e descrizione
La pieve battesimale è documentata dal 975, ma non si conosce l'anno della sua fondazione, che certamente è anteriore, ma si conosce la sua ubicazione che era nei pressi dell'attuale Provinciale Vicarese.
La chiesa venne totalmente riedificata nel 1590-93 nel luogo attuale dopo la distruzione della chiesa originaria, a seguito di una piena dell'Arno e per maggior sicurezza si volle ricostruirla più verso monte, nella posizione attuale. La piena aveva distrutto oltre alla chiesa, anche il campanile, il cimitero, la canonica e portò via tutte le terre e conseguentemente quasi tutta l'entrata della pieve.
L'edificio presenta una semplice facciata con tre portali e corpo a tre navate divise da pilastri; la copertura è a doppio spiovente. La chiesa ha cinque altari: l'altare Maggiore, l'altare del SS. Rosario, l'altare della Santa Vergine del Carmine, l'altare della Santissima Annunziata e l'altare di San Tommaso. All'interno della pieve si trovano una preziosa croce dipinta con Cristo e storie cristologiche attribuita al pisano Enrico di Tedice (metà del Duecento) che in precedenza era posta nell'altare del S.S. Rosario e nel 1723 trasferita presso la chiesa del Castellare, e sculture lignee (Angelo annunciante del XIV secolo e Santa Lucia del XV-XVI secolo). Nelle vicinanze della pieve  l'oratorio di San Rocco che, come risulta dall'iscrizione nella facciata, venne costruito nel 1635 ed è destinato a magazzino. Sul fianco sinistro della chiesa s'innesta l'oratorio della Compagnia del Santissimo Sacramento, ora adibito a magazzino, sul cui fianco esterno spicca un rilievo marmoreo con l'Annunciazione, datato 1639 e dove sono conservati resti di affreschi con Santi datati tra il XVI e il XVII secolo.
Nei primi anni dell'Ottocento si pensò di ingrandire la pieve e lavori di ampliamento e di ristrutturazione furono eseguiti fra il 1828 e il 1839.  Nel 1828 venne alzato il muro della navata destra, ma i lavori dovettero subito interrompersi per mancanza di fondi e ripresero solamente 10 anni dopo, nel 1838, grazie anche ad una cospicua somma di denaro (£ 1000) messa a disposizione dal Granduca Leopoldo II e venne aperta al culto nella notte di Natale del 1839, mentre i lavori di sistemazione terminarono nei primi mesi del 1840.

La Pieve di San Giovanni Evangelista di Vicopisano in una vecchia immagine

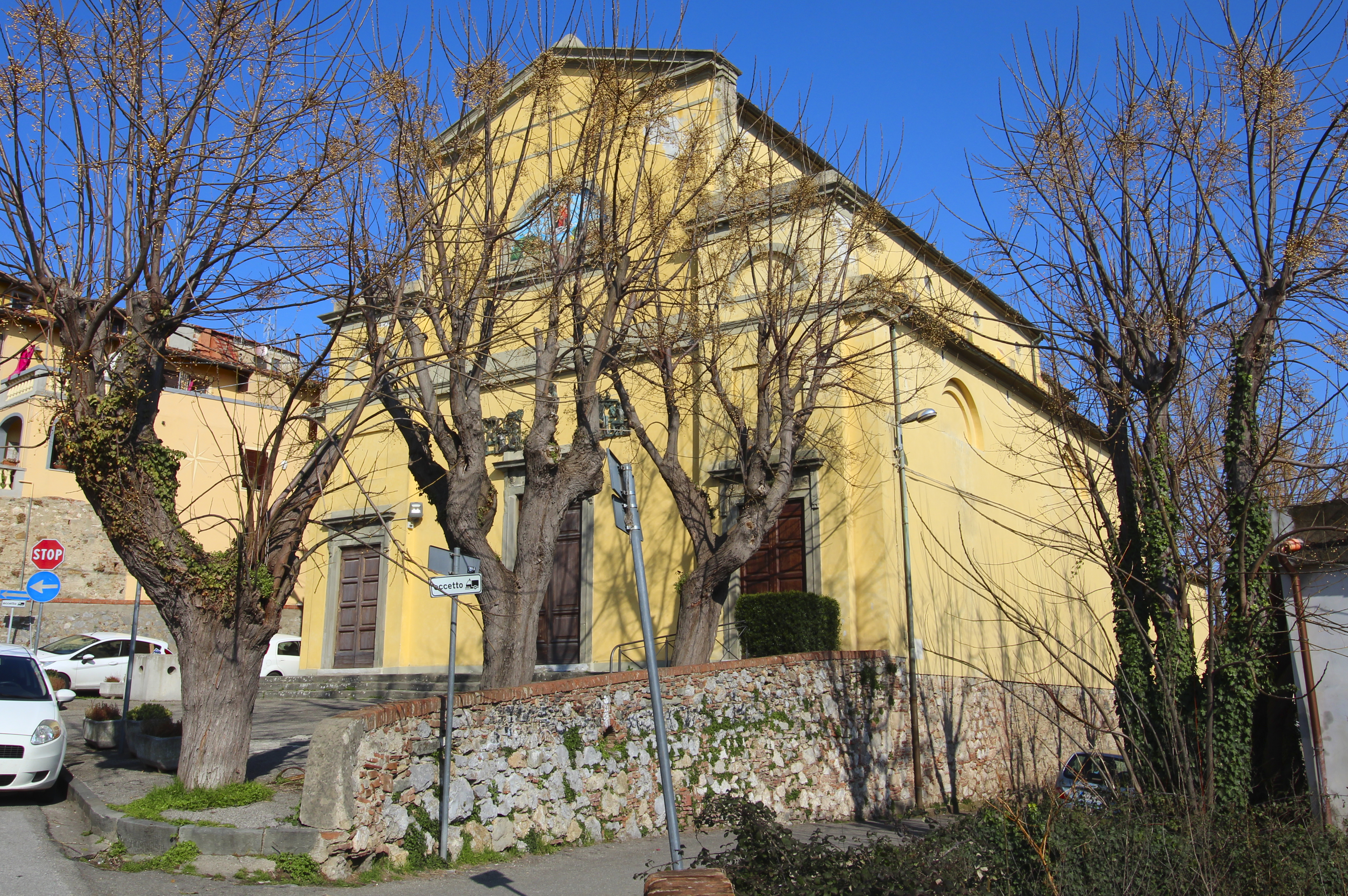
La Pieve di San Giovanni Evangelista nel 2018

## Elenco dei pievani[2]
- 1163 Prete Tebaldo
- 1267 Prete Michele
- 1292 Prete Iacopo
- 1464 Prete Iacopo
- 1468 Prete Francesco di Pescia
- 1480 Prete Cesare
- 1488 Prete Urbano
- 1489 Prete Donato da Pescia
- 1532 Prete Luca Castrucci Fiorentino
- 1534 Prete Niccolao
- 1563 Prete Lorenzo Poli da Volterra
- 1569 Prete Giovanni da Arezzo
- 1573 Prete Giovanni
- 1574 Prete Iacopo Franceschini
- 1578 Prete Tiberio Pippeschi di Pontedera
- 1580 Prete Cesare Pampana  Fiorentino
- 1592 Prete Domenico Taccini
- 1611 Prete Antonio Piemonti di Bientina
- 1648 Prete Michelangelo Colombini
- 1653 Prete Giuliano Bonanni di Barga
- 1661 Prete Pier Andrea Peronzi di Pisa
- 1663 Prete Filippo Nicola Pippeschi di Pontedera
- 1709 Prete Giovanni Pietro Banti
- 1715 Prete Giovanni Battista Frullani
- 1737 Prete Bartolommeo Bachereti di Calcinaia
- 1763 Prete Giuliano Frullani
- 1784 Prete Vincenzo Del Rosso di Bientina
- 1824 Prete Giovanni Frullani
- 1855 Prete Giovanni Mostardi
- 1875 Prete Orlando Orlandini di Castellina Marittima
- 1894 Prete Cesare Meacci
- 1901 Don Sante Tonissi
- 1933 Don Vittorio Bagnoli
- 1933 Don Ranieri Andreotti
- 1939 Don Antonio Seraglini
- 1946 Don Giuliano Raspolli
- 1954 Don Giovanni Slavich
- 1989 Don Giampaolo Manzin